# Елань (Волгоградская область)

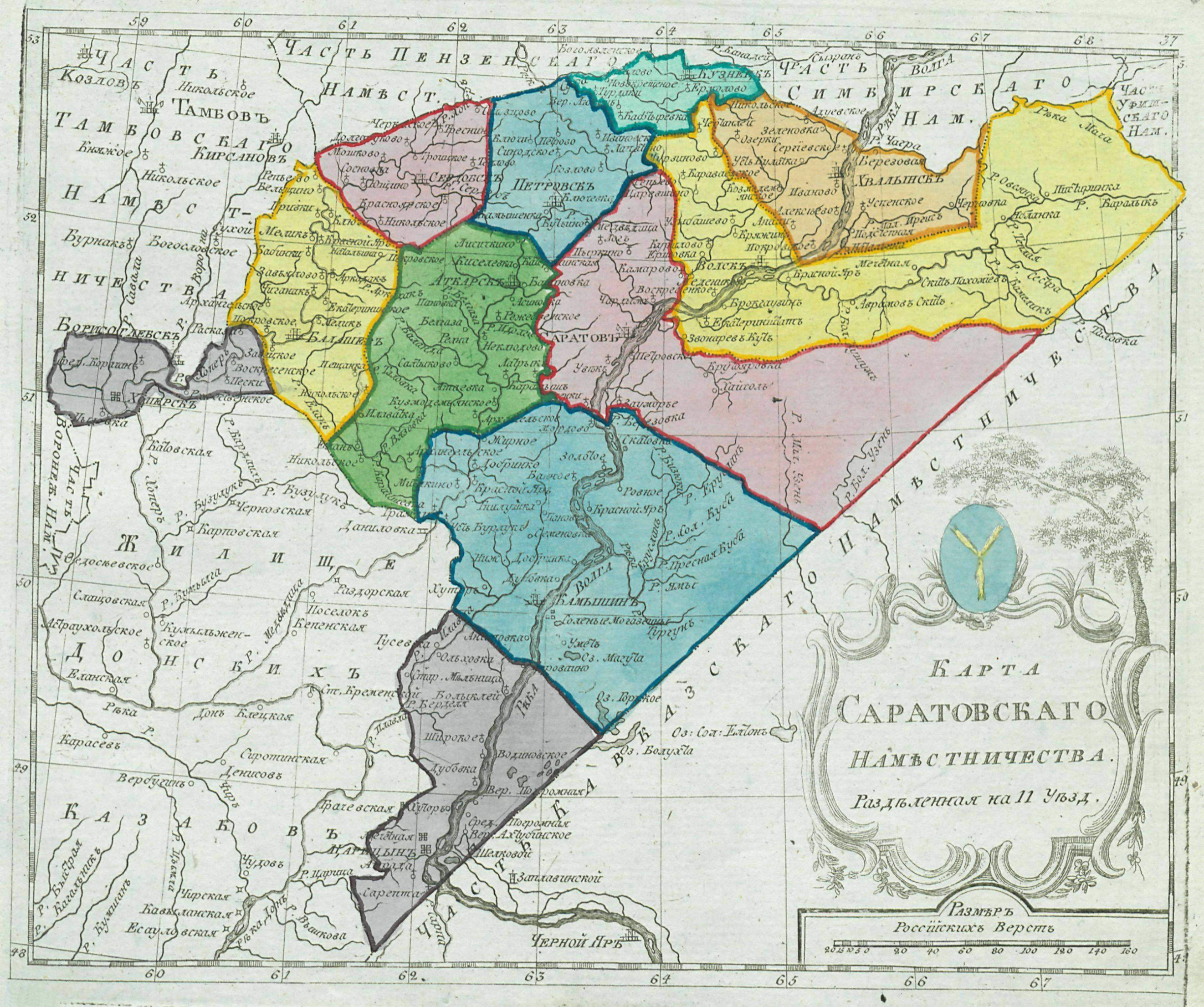
Елань (река и село) в Аткарском уезде (зелёный цвет), на карте Саратовского наместничества, в 1792 году.

Ела́нь — посёлок городского типа в Волгоградской области России, административный центр Еланского района и Еланского городского поселения.

## География
Посёлок расположен на месте слияния рек Терсы и Елани (бассейн Дона), в 310 км от Волгограда, недалеко от границы с Саратовской областью.
Местность в окружности Елани в старые времена изобиловала громаднейшими леса из таких пород как: дуб,вяз,осина,клён, липа. Росли также ореховые деревья около большого озера, недалеко от Елани. Которые местные жители в свое время прозвали "Ореховым озером". О лесах тех ныне осталось одно лишь воспоминание. От беспощадного истребления в наше время уцелел лес годящийся только лишь на колья и хворост.

## Этимология
В Толковом словаре Даля указано что на Руси (в России) Ела́нь ж. — обширная прогалина, луговая или полевая равнина.

## История
Около 5 веков назад здесь лежала целинная степь, дикое поле. Жизнь Елани дали переселенцы, о которых в архивных документах, датированных XVII веком, говорится, что при реках Терса и Елань поселились «неведомо какие люди, называющие себя маллороссиянами. Они пашут, сеют хлеб, косят сено для скота». Эти переселенцы бежали из русской части Речи Посполитой.
В 1691 году Пётр I подарил боярину Льву Нарышкину полмиллиона десятин земли. Этот, письменный, факт принято считать годом основания Елани. Елань была волостным центром Аткарского уезда Саратовского наместничества. В 1811—1858 годах крестьяне всей Еланской вотчины откупились на волю и стали свободными.
По рассказам старожилов, в прошлом столетии в 5 верстах от Елани обитали разбойничьи шайки, назвавшие своё поселение городком. Выбранную ими местность они обрыли канавой, вырыли здесь землянки, в которых и проживали. В центре этого городка они сделали довольно высокую насыпь в виде кургана, с которого они высматривали добычу и грабили всякого, кто проезжал по дорогам. При встречах с каждым проезжающим выражались поговоркой: «что было ваше, теперь будет наше». Курган служил разбойником для наблюдения, а на случай опасности на курган ставилась веха с огнём в знак того, чтобы съезжались отсутствующие разбойники. Они нападали на отдельные хутора, приказывали их обитателям наряжаться в плахты, запаски и нижегородские свитки, говоря, что к ним придут на гуляния их товарищи, что в точности и исполнялось.
До проведения железных дорог, Елань имела торговые связи с Ростовом-на-Дону и сплавляла туда по Терсе и Медведице большое количество пшеницы. Когда эти связи нарушились, Елань укрепила сношения с внутренними рынками. В ней закупалась пшеница коломенскими, елецкими, и моршанскими купцами, которые имели в Елани свои конторы и сами здесь проживали. Также Елань была известна как пункт закупок дикорастущих красильных растений.
После постройки первых железных дорог в Саратовской губернии, оставивших Елань в стороне, торговое её значение поколебалось. По-видимому, для поддержания этого значения губернская администрация в 1876 году хлопотала о преобразовании Елани в город. Хлопоты, однако, не имели успеха.
Бурный рост Елани начинается в последнем десятилетии XIX века и связан с завершением строительства железной дороги «Камышин — Тамбов». К началу XX века Елань становится крупным хозяйственным и торговым центром. Значительная отправка хлеба (в 1901 году — 3 467 000 пудов).
На 1905 год в слободе было 3 церкви, училище, богадельня, больница, метеорологическая станция, элеватор и зернохранилище на 300 000 пудов, почта и телеграф, до 60 торговых заведений.
К 1917 году в слободе насчитывалось до 60 торговых заведений, действовали почтово-телеграфная контора, волостное управление, училище, богадельня, больница, 3 церкви, метеорологическая станция, конный завод. Население составляло до 10 000 человек. Значительную часть из них составляли малороссы.
8 декабря 1917 года в Еланском районе была провозглашена Советская власть. В 1918—1919 годах Елань становится опорным пунктом борьбы против белоказачьих армий генерала Краснова и атамана Дудакова. Защищала Елань 16-я стрелковая дивизия под командованием Василия Киквидзе.
В 1921—1923 годах Елани ненадолго присваивают статус города. В 1932 году была завершена полная коллективизация. Статус посёлка городского типа — с 23 апреля 1959 года.
Зимой 1941 года в Елани начала формироваться 471-я стрелковая дивизия. 22 августа 1942 года бомбардировке подверглась железнодорожная линия Балашов — Камышин. В результате были частично разрушены станции Елань-Камышинская и Три Острова (посёлок Самойловка)[страница не указана 1406 дней].

## Население
| 1859 | 1897  | 1923  | 1939  |
| ---- | ----- | ----- | ----- |
| 6964 | 12503 | 13304 | 11541 |

| 1959    | 1970    | 1979    | 1989    | 2002    | 2009    | 2010    |
| ------- | ------- | ------- | ------- | ------- | ------- | ------- |
| 13 873  | ↗15 255 | ↘15 252 | ↘14 935 | ↗15 147 | ↘14 974 | ↘14 833 |
| 2012    | 2013    | 2014    | 2015    | 2016    | 2017    | 2018    |
| ↘14 637 | ↘14 516 | ↘14 341 | ↘14 138 | ↘14 081 | ↘14 006 | ↗14 060 |
| 2019    | 2020    | 2021    |         |         |         |         |
| ↗14 061 | ↘13 928 | ↗14 095 |         |         |         |         |

Национальный состав
По данным переписи населения 1939 года: украинцы — 51,8% или 5977 чел., русские — 46,6% или 5377 чел.
По данным Всероссийской переписи населения 2010 года:
| Национальность | Численность (чел.) | Процентное соотношение |
| -------------- | ------------------ | ---------------------- |
| Русские        | 13 664             | 92,12%                 |
| Украинцы       | 467                | 3,15%                  |
| Кумыки         | 109                | 0,73%                  |
| Армяне         | 101                | 0,68%                  |
| Чуваши         | 80                 | 0,54%                  |
| Другие         | 278                | 1,87%                  |
| Не указали     | 134                | 0,90%                  |
| Всего          | 14 833             | 100,00%                |

## Достопримечательности
- Духосошественская церковь (1820).
- «Мемориал Героям-землякам» в Центральном парке культуры и отдыха Елани.
- «Еланский историко-краеведческий музей» Еланского муниципального района Волгоградской области (осн.1961).
- Памятник начдиву 16-й стрелковой дивизии В. И. Киквидзе в парке им. Киквидзе Елани (1961).
- Скульптура Маши и Медведя[28].